# UFC 4
UFC 4: Revenge of the Warriors는 1994년 12월 16일에 미국 오클라호마주 에서 개최된 UFC 경기이다.

## 경기 결과
1. ↑   스티브 제넘이 부상으로 불참하여 마커스 보셋이 대신 참가함.

## 같이 보기
- UFC
- UFC 대회 목록